# FK Haradzeja
FK Haradzeja (belarusiska: Футбольны клуб Гарадзея: Futbolny klub Haradzeja) var en belarusisk fotbollsklubb i Haradzeja. 

## Historia
Fotbollsklubben grundades år 2004 som Tsukkambinat ("Sockerfabrik"). Under säsongen 2020 hade klubben ekonomiska problem relaterade till arresteringen av direktören för Haradzejas sockerfabrik, som gav betydande hjälp till laget. Klubben lades ner år 2021.

## Placering tidigare säsonger
| Säsong | Nivå | Liga             | Placering | Referens |
| ------ | ---- | ---------------- | --------- | -------- |
| 2011   | 2    | Persjaja liha    | 3         | [ 2 ]    |
| 2012   | 2    | Persjaja liha    | 2         | [ 3 ]    |
| 2013   | 2    | Persjaja liha    | 2         | [ 4 ]    |
| 2014   | 2    | Persjaja liha    | 6         | [ 5 ]    |
| 2015   | 2    | Persjaja liha    | 2         | [ 6 ]    |
| 2016   | 1    | Vysjejsjaja liha | 9         | [ 7 ]    |
| 2017   | 1    | Vysjejsjaja liha | 9         | [ 8 ]    |
| 2018   | 1    | Vysjejsjaja liha | 9         | [ 9 ]    |
| 2019   | 1    | Vysjejsjaja liha | 7         | [ 10 ]   |
| 2020   | 1    | Vysjejsjaja liha | 13        | [ 11 ]   |
| 2021   | x    | x                | x         | [ 12 ]   |